# ماین (استان برج بوعریریج)

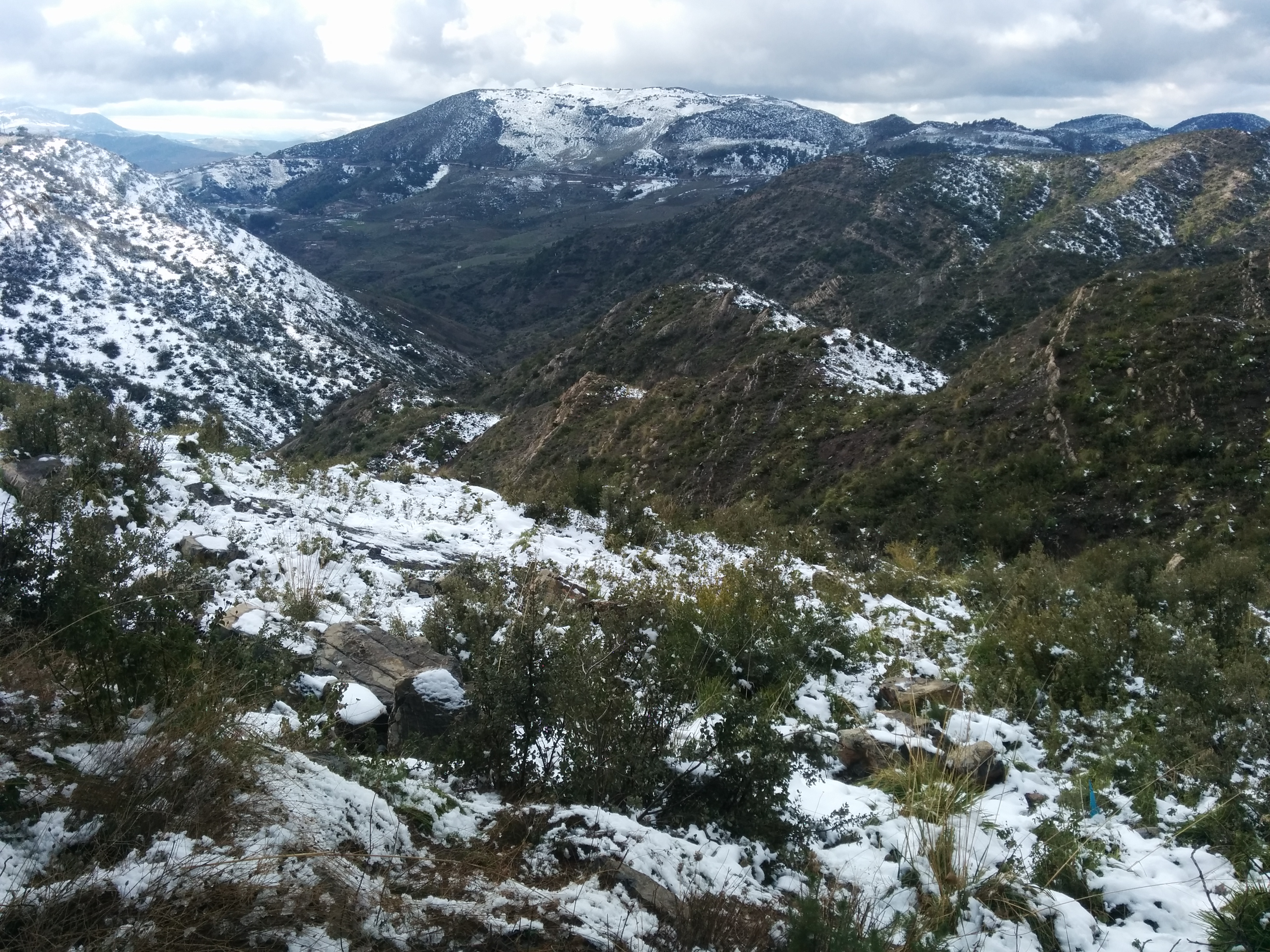
ماین در روز برفی

ماین (به عربی: الماين) یک شهرداری در الجزایر است که در استان برج بوعریریج واقع شده‌است.
 ماین  ۶٬۲۵۶ نفر جمعیت دارد.